# Санта Чезареа Терме
Санта Чеза̀реа Тѐрме (на италиански: Santa Cesarea Terme, на местен диалект Santa Cisaria, Санта Чизария) е малко пристанищно градче и община в Южна Италия, провинция Лече, регион Пулия. Разположено е на брега на Адриатическо море. Населението на общината е 3027 души (към 2013 г.).